# Valdeci Paiva de Jesus
Valdeci Paiva de Jesus foi um pastor evangélico e político brasileiro. Ligado à Igreja Universal do Reino de Deus, foi assassinado quando era deputado estadual no Rio de Janeiro, em um crime que nunca foi esclarecido. Era casado e pai de quatro filhos.

## Biografia
Valdeci era filho de lavradores de Sobral, no Ceará. Na juventude, trabalhou como operário em Brasília e na década de 1970 migrou para o Rio de Janeiro, onde tornou-se garçom, gerente de um restaurante e posteriormente pastor evangélico da Igreja Universal.
Na década de 1990 foi eleito deputado federal, e ao final de seu mandato, em 2002, candidatou-se a deputado estadual, pelo Partido Social Liberal sendo eleito. Não chegou, no entanto, a tomar posse na ALERJ, pois em janeiro de 2003, aos 49 anos, foi assassinado com 19 tiros quando se dirigia à sede do Partido Liberal, do qual era aliado.
Após sua morte, um assessor, Washington Costa, disse que ele estava introspectivo dias antes do crime, afirmou tê-lo ouvido reclamar de sofrer pressões. Amigo de Valdeci, o também deputado federal Bispo Rodrigues acusou o suplente de Valdeci, Marcos Abrahão (PSL), de ser o mandante. Com a morte de Valdeci, Marcos Abrahão herdou o cargo de deputado. No entanto, e ainda em 2003, pouco tempo depois de assumir o cargo, teve o mandato cassado em votação aberta na ALERJ, conforme determinava a Constituição do Estado do Rio de Janeiro. Uma liminar do Superior Tribunal de Justiça garantiu sua permanência no cargo. Esta decisão foi posteriormente ratificada pelo Supremo Tribunal Federal, que reconheceu como inconstitucional a existência de votações abertas para a cassação de mandato parlamentar. Além de Abrahão, o assessor parlamentar Wanderley da Cruz também foi acusado de ser o mandante da morte de Valdeci, tendo chegado a ficar preso por 43 dias.
Posteriormente, o próprio Bispo Rodrigues, que teria seu mandato cassado em decorrência de ligações com o Escândalo do Mensalão, também foi acusado de ser o mandante da morte de Valdeci. O caso. entretanto, nunca teve uma conclusão.